# Бэтмен: Тихо!
«Бэтмен: Тихо» (англ. Batman: Hush) — американский анимационный фильм о супергероях, снятый в 2019 году, по одноимённой сюжетной линии комиксов и являющийся 13-й частью вселенной DC Animated Movie Universe и 35-м по счету фильмом из серии DC Universe Animated Original Movies. Фильм повествует о столкновении Бэтмена с новым противником по имени Хаш, который знает все его секреты.

## Сюжет
Брюс Уэйн посещает вечеринку, где он встречает Селину Кайл и друга детства - известного хирурга мозга Томаса Эллиота. Там он получает предупреждение от Альфреда о похищении ребёнка Бейном. После короткого боя со злодеем и спасения ребёнка, появляется Леди Шива, которая сообщает Бэтмену,  что неизвестный злоумышленник использовал Яму Лазаря, и просит его помочь в его идентификации. Тем временем, Женщина-кошка крадет выкуп за заложника. Брюс начинает её преследовать, и в процессе погони таинственная фигура стреляет в его канатный трос, отчего он падает на землю и ломает череп, рядом с группой преступников поблизости. Они почти его убивают, но вмешавшиеся Женщина-кошка и Бэтгёрл не дают им совершить задуманное. Селина доставляет выкупные деньги Ядовитому плющу, которая контролирует её посредством гипнотического поцелуя.
Альфред связывается с Томасом, чтобы он помог в восстановлении черепа Брюса. Бэтмен выздоравливает и посещает тюрьму Блэкгейт, чтобы допросить Бейна о местонахождении денег. Бейн совершает побег, и Бэтмен заключает сделку с Амандой Уоллер, которая позволяет Бейну сбежать, чтобы Брюс смог проверить свою догадку. Бейн ведет Бэтмена в заброшенную теплицу Плюща, где находится Женщина-кошка. Уоллер захватывает Бейна и возвращает его в Блэкгейт. В поисках возмездия за манипуляции над собой со стороны Памелы, Женщина-кошка предлагает информацию о её местонахождении Бэтмену в обмен на поцелуй, и между ними расцветает незначительный роман. Брюс и Селина следуют за Плющом в Метрополис. После встречи с Лоис Лейн и Кларком Кентом, Бэтмен заявляется к Лексу Лютору, который в настоящее время является испытательным членом Лиги справедливости, за информацией о списке последних заказов соединения этилена, чтобы отследить местонахождение Ядовитого Плюща. Женщина-кошка с Бэтменом отправляются на полученный адрес, где обнаруживают Памелу с Суперменом, который находится под её контролем. Плющ приказывает ему убить их. Бэтмен замечает, что Супермен подсознательно сопротивляется её влиянию, сдерживая его попытки убить их обоих. Используя кастеты, сделанные из криптонита, Бэтмен сдерживает Супермена, в то время как Женщина-кошка хватает в заложники Лоис Лейн и сбрасывает её со здания Daily Planet. Супермен выходит из-под контроля Плюща, чтобы спасти Лоис. Бэтмен, Супермен и Женщина-кошка обезвреживают Памелу, которая показывает, что ей манипулировал таинственный противник по имени Хаш. Тем временем, Хаш принуждает Харли Квинн присоединиться к нему, показывая ей похищенного Джокера.
Брюс идет на свидание с Селиной, которая ещё не знает о супергеройской идентичности первого. Они вместе с Томасом посещают оперу. Во время выступления на сцене появляется Харли и пытается убить Брюса. В последовавшей суматохе доктор Эллиот был застрелен Джокером, который освободился из плена Хаша. Разъяренный Бэтмен жестоко избивает Джокера, который утверждает, что он невиновен и уже был готов убить его, если бы не вмешался комиссар Джим Гордон, который останавливает его. Брюс посещает похороны Эллиота. Он составляет картину преступления и видит невиновность Джокера, а также то, что Хаш знает тайну его личности. Поступает сигнал об совершенном ограблении, затеянное Загадочником. Бэтмен с Найтвингом перехватывают грабителей, и после непродолжительной погони они их задерживают. Во время разговора с Загадочником появляется Хаш, и Бэтмен бросается за ним в погоню, но не может его поймать. Опасаясь за безопасность близких людей, Брюс просит Селину покинуть Готэм, чтобы она не стала жертвой Хаша, который поклялся убить всех, кто был рядом с ним. Он решает довериться Женщине-кошке и раскрывает ей свою личность, после чего они становятся парой влюбленных, борющейся с преступностью.
Бэтмен исследует офис Томаса и обнаруживает, что одним из его пациентов был некто по имени Артур Винн с неоперабельной опухолью головного мозга. Тем временем, Найтвинг и Женщина-Кошка отправляются патрулировать улицы. После небольшого разговора между ними, поступает сигнал о вандализме на кладбище. Прибыв туда они подвергаются нападению Пугала. Во время схватки Найтвинг был поражён токсином страха, но Женщина-кошка побеждает злодея и спасает его. Тем не менее, Хаш захватывает её, когда она остаётся одна, после отправки Найтвинга в Бэт-пещеру. Бэтмен отправляется в психиатрическую лечебницу Аркхэм, где допрашивает Загадочника, который рассказывает, что он был Винном, Хашем, а также тем злоумышленником, который использовал Яму Лазаря, чтобы вылечить себя от своей опухоли головного мозга. Во время его пребывания в Яме Лазаря, он выяснил личность Бэтмена, как Брюса Уэйна, и разработал план с участием нескольких злодеев, чтобы разрушить как личную жизнь Брюса, так и карьеру Бэтмена в борьбе с преступностью. Тем не менее, Бэтмен приходит к выводу, что Загадочник перед ним на самом деле Глиноликий, в то время как первый общается через спутник. После победы над Глиноликим, Бэтмен находит местоположение Загадочника. Прибыв на место, вместе с ним он видит Селину, которая находится у него в заложниках. Оба вступают в финальное противостояние. Женщина-кошка выбирается из ловушки и помогает Бэтмену одолеть преступника. Во время схватки здание разрушается, Загадочник почти погибает, но Брюс пытается спасти его. Тем не менее, Женщина-кошка пересекает черту и позволяет Загадочнику погибнуть, чтобы спасти Бэтмена. Они выбираются из здания и после разговора между ними Селина решает разорвать отношения из-за разногласий по поводу этического кодекса Бэтмена. Они признают, что, хотя их отношения не могут произойти в настоящее время, это может произойти когда-нибудь в будущем.

## В ролях
| Актёр                 | Персонаж                            |
| --------------------- | ----------------------------------- |
| Джейсон О'Мара        | Бэтмен/Брюс Уэйн                    |
| Дженифер Моррисон     | Женщина-кошка/Селина Кайл           |
| Джерри О"Коннел       | Супермен/Кларк Кент                 |
| Ребекка Ромейн        | Лоис Лэйн                           |
| Мори Стерлинг         | Томас Эллиот                        |
| Райан Уилсон          | Лекс Лютор                          |
| Махер Шон             | Найтвинг/Дик Грейсон                |
| Пейтон Лист Рой       | Бэтгёрл/Барбара Гордон              |
| Брюс Томас            | Джеймс Гордон                       |
| Стюарт Аллан          | Робин/Дэмиан Уэйн                   |
| Джесси Джеймс Гарретт | Альфред Пенниуорт                   |
| Джеффри Аренд         | Эдвард Нигма/Загадочник/Хаш         |
| Ванесса Уильямс       | Аманда Уоллер                       |
| Джейсон Спайсэк       | Джокер                              |
| Адам Гиффорд          | Бейн Глиноликий                     |
| Пейтон Лист           | Ядовитый плющ/Памела Лилиан Айсли   |
| Сачие Алессио         | Леди Шива                           |
| Хинден Уолш           | Харли Квинн/Харлин Фрэнсис Квинзель |
| Крис Кокс             | Пугало/Джонатан Крейн               |
| Тара Стронг           | Саммер Глисон                       |

Пингвин, Двуликий и Мистер Фриз появляются в невокализованных камео монтажных сценах, где Бэтмен и Женщина-кошка сражаются с тремя злодеями.

## Производство
В июле 2018 года был анонсирован анимационный фильм «Бэтмен: Тихо!».
В марте 2019 года было объявлено, что Джейсон О'Мара, Джерри О'Коннелл, Ребекка Ромейн, Рейн Уилсон, Шон Махер, Брюс Томас, Ванесса Уильямс и Стюарт Аллан исполнят свои роли из предыдущих фильмов DCAMU с новыми дополнениями в составе: Дженнифер Моррисон, Пейтон Р. Лист, Мори Стерлинг, Джеффри Аренда, Джейсона Списак, Адама Гиффорд, Пейтон Лист и Сачие Алессио.

## Релиз
Премьера фильма состоялась 19 июля 2019 года на San Diego Comic-Con International. 20 июля 2019 года фильм был распространён через каналы цифрового вещания. На 4K UHD Blu-ray, Blu-ray и DVD был выпущен 6 августа 2019 года.

## Рецензии
На веб-сайте Rotten Tomatoes имеет 88% положительных отзывов на основе 17 обзоров.